# Bosivka, Lîseanka
Bosivka (în ucraineană Босівка) este localitatea de reședință a comunei Bosivka din raionul Lîseanka, regiunea Cerkasî, Ucraina.

## Demografie
Componența lingvistică a localității Bosivka
     Ucraineană (99,08%)
     Alte limbi (0,69%)
Conform recensământului din 2001, majoritatea populației localității Bosivka era vorbitoare de ucraineană (99,08%), existând în minoritate și vorbitori de alte limbi.